# Allygus orientalis
Allygus orientalis är en insektsart som beskrevs av Mitjaev 1971. Allygus orientalis ingår i släktet Allygus och familjen dvärgstritar. Inga underarter finns listade i Catalogue of Life.